# Baltimore Brigade
Die Baltimore Brigade waren ein Arena-Football-Team aus Baltimore im amerikanischen Bundesstaat Maryland, welches aktuell in der Arena Football League (AFL) spielt. Ihre Heimspiele tragen die Brigades in der Royal Farms Arena in Baltimore aus.

## Geschichte
Die Brigades wurden 2017 gegründet. Gründer und Besitzer sind die Monumental Sports & Entertainment Group, eine Unterhaltungsfirma aus Washington, DC. Der Firma gehören diverse Sportvereine wie die Washington Wizards, Washington Capitals und AFL Konkurrent der Brigades, die Washington Valor. Daneben besitzen sie diverse Arenen wie den Verizon Center, EagleBank Arena und das Kettler Capitals Iceplex.
Das erste Heimspiel am 7. Mai 2017 wurde mit 55:62 gegen die Tampa Bay Storm verloren. Damals verfolgten 5.915 Zuschauer das Spiel. Die Saison 2017 startete für die Baltimore Brigades mittelmäßig. In der mit fünf Mannschaften teilnehmenden Arena Football League, rangierte man nach neun Spielen, mit 3 Siegen und 6 Niederlagen, auf Rang 3. Am 23. Juni 2017 gewann man gegen die Washington Valor mit 51:41. Dieser Sieg ist damit der bisher höchste in der Vereinsgeschichte. Baltimore schloss die Saison letztendlich mit 4 Siegen und 10 Niederlagen ab und erreichte als Viertplatzierter die Playoffs. Lediglich die Washington Valors verpassten die Playoffs. Im Halbfinale der Playoffs unterlag man dem späteren ArenaBowl Sieger, den Philadelphia Souls, mit 54:69.
Nach der Saison 2019 musste die Arena Football League Insolvenz anmelden. In diesem Zuge wurden die Brigade aufgelöst.

## Stadion
Die Brigades tragen ihre Heimspiele in der rund 14.000 Zuschauer fassenden Royal Farms Arena in Baltimore aus.

## Saisonstatistiken
| Jahr | Team              | Liga | S | N  | Playoffs | Playoffrunde                                                                     |
| ---- | ----------------- | ---- | - | -- | -------- | -------------------------------------------------------------------------------- |
| 2017 | Baltimore Brigade | AFL  | 4 | 10 | Ja       | L Halbfinale gg. Philadelphia Souls 54:69                                        |
| 2018 | Baltimore Brigade | AFL  | 7 | 5  | Ja       | W Halbfinale gg. Philadelphia Soul 110:86 L ArenaBowl gg. Washington Valor 55:69 |
| 2019 | Baltiore NNrigade | AFL  | 7 | 5  | Ja       | N Halbfinale gg. Albany Emire 123:47                                             |

## Zuschauerentwicklung
| Jahr | Team              | Zuschauerdurchschnitt |
| ---- | ----------------- | --------------------- |
| 2017 | Baltimore Brigade | 5.679                 |
| 2018 | Baltimore Brigade | 5.113                 |
| 2019 | Baltimore Brigade | 4.576                 |